# Meerlijnige hamerhoofdplatworm
De meerlijnige hamerhoofdplatworm (Diversibipalium multilineatum) is een platworm uit de familie Geoplanidae. Oorspronkelijk komt hij voor in Japan, maar in 2014 werd hij aangetroffen in Bologna. Sindsdien heeft hij zich als exoot verspreid in Frankrijk en Italië en Nederland.
De wetenschappelijke naam van de soort werd in 1983 als Bipalium multilineatum gepubliceerd door Makino & Shirasawa.